# Rovî, Vîșhorod
Rovî (în ucraineană Рови) este localitatea de reședință a comunei Rovî din raionul Vîșhorod, regiunea Kiev, Ucraina.

## Demografie
Componența lingvistică a localității Rovî
     Ucraineană (98,11%)
     Rusă (1,89%)
Conform recensământului din 2001, majoritatea populației localității Rovî era vorbitoare de ucraineană (98,11%), existând în minoritate și vorbitori de rusă (1,89%).